# Wildentierbach (Niederstetten)
Wildentierbach, im örtlichen Dialekt (Hohenlohisch) Derbâ [ˈdɜrˌβə] genannt, ist ein Stadtteil von Niederstetten im Main-Tauber-Kreis in Baden-Württemberg.

## Geographie

### Geographische Lage
Das für den Stadtteil der Kleinstadt namengebende Dorf liegt im Naturraum Hohenloher Ebene etwa 4,5 km östlich der Stadtmitte von Niederstetten im hier schon südwärts ziehenden Tal des Wildentierbachs, der südlich des Ortes in den Reutalstausee mündet; dessen Abfluss gelangt über den Reutalbach in den Vorbach. Etwa einen Kilometer westlich des Dorfes liegt auf der Höhe und größtenteils schon auf der Niederstettener Teilortsgemarkung der Heeresflugplatz Niederstetten bei einer Bundeswehrkaserne.
Zur Gemarkung der ehemaligen Gemeinde Wildentierbach gehören das Dorf Wildentierbach (⊙) mit den Weilern Hachtel (⊙), Heimberg (⊙) und Wolkersfelden (⊙), der Hof Schönhof (⊙), der Wohnplatz Landturm (⊙) und das Gehöft Höllhof (⊙; teilweise auch zu Oberstetten).

### Schutzgebiete
Das mit Rechtsverordnung vom 9. Oktober 1991 ausgewiesene Wasserschutzgebiet Reutalquelle, Wildentierbach mit der WSG-Nr. 128071 umfasst eine geschützte Fläche von 1.296,06 Hektar. Es ist damit eines der größeren Wasserschutzgebiete im Main-Tauber-Kreis. Das Naturschutzgebiet Oberrimbacher Erdfälle mit einer Fläche von 71,2 Hektar liegt auf den Gemarkungen von Oberrimbach, Wildentierbach und Spielbach.

## Geschichte
Der Ort gehörte im 13. Jahrhundert den Herren von Hohenlohe-Brauneck.
Als deren Lehen- und Dienstleute saßen vermutlich die vom 12. bis zum 14. Jahrhundert bezeugten Herren von Tierbach auf der 1509 von Melchior von Rosenberg zu Haltenbergstetten zerstörten Burg Wildentierbach. Im 15. Jahrhundert erwarb Rothenburg allmählich den Ort, erlangte 1525 von den Markgrafen von Ansbach die von den Brauneck herrührenden obrigkeitlichen Rechte und sicherte sich schließlich auch den bestimmenden Einfluss auf die Besetzung der Pfarrei, die dem Stift Neumünster zu Würzburg zustand. Wildentierbach innerhalb der Rothenburger Landwehr, war mit Zaun, Graben und 3 Tortürmen bewehrt und besaß einen befestigten Kirchhof, dessen Futtermauer erhalten ist. Mit dem Grenzvertrag zwischen Bayern und Württemberg 1810 kam Wildentierbach zum Königreich Württemberg.
Am 1. Februar 1972 wurde Wildentierbach nach Niederstetten eingemeindet.

## Kultur und Sehenswürdigkeiten

### Kulturdenkmale

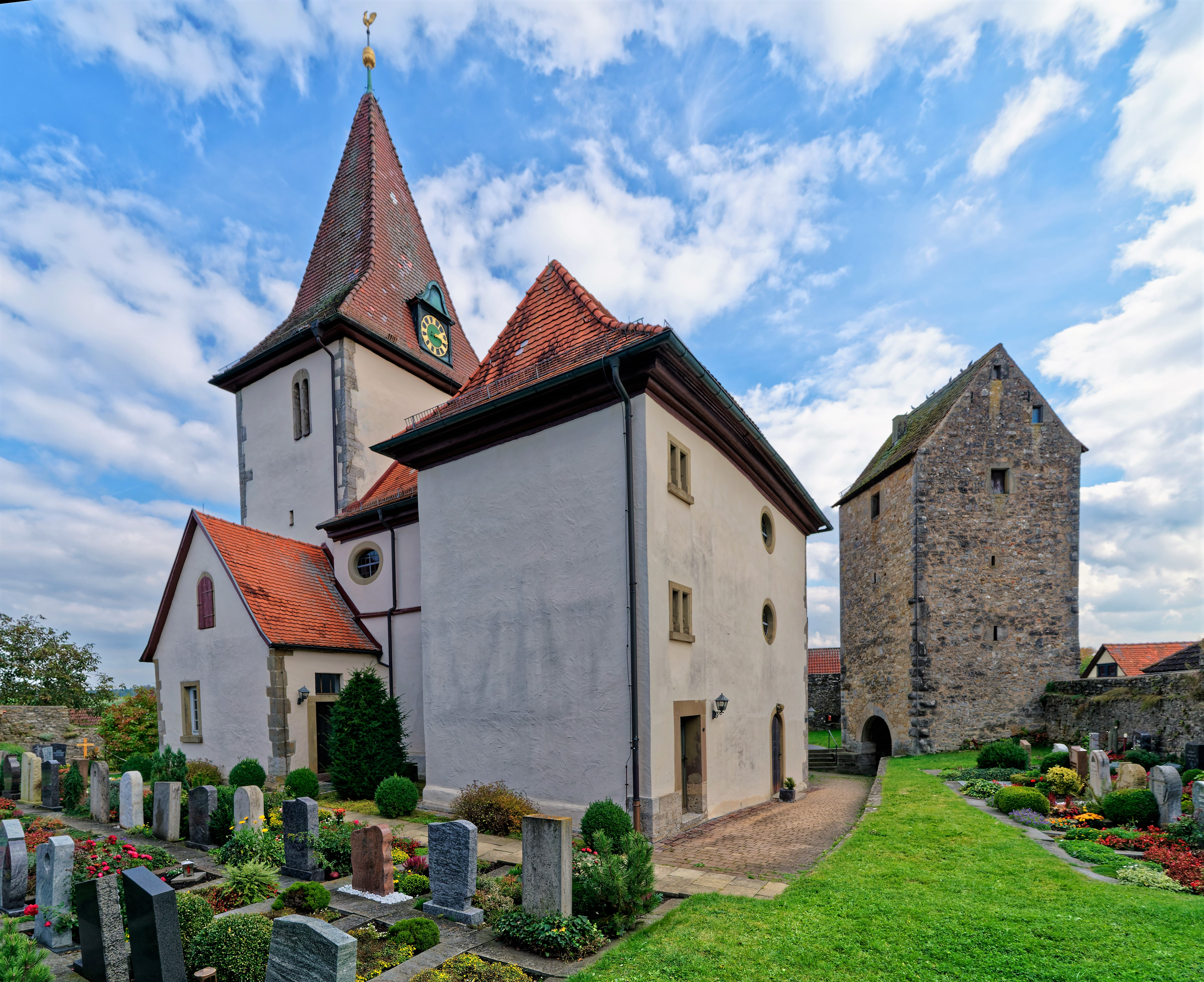
Kirchhof und Wehrkirche Wildentierbach.

#### Wehrkirche Wildentierbach
Bemerkenswert ist die alte evangelische Wehrkirche mit einer gut erhaltenen Arrestzelle. Die romanische Kirche wurde im Jahre 999 erstmals erwähnt und kann nach Absprache auch besichtigt werden. An der Wehrmauer besteht ein Eingangsturm.

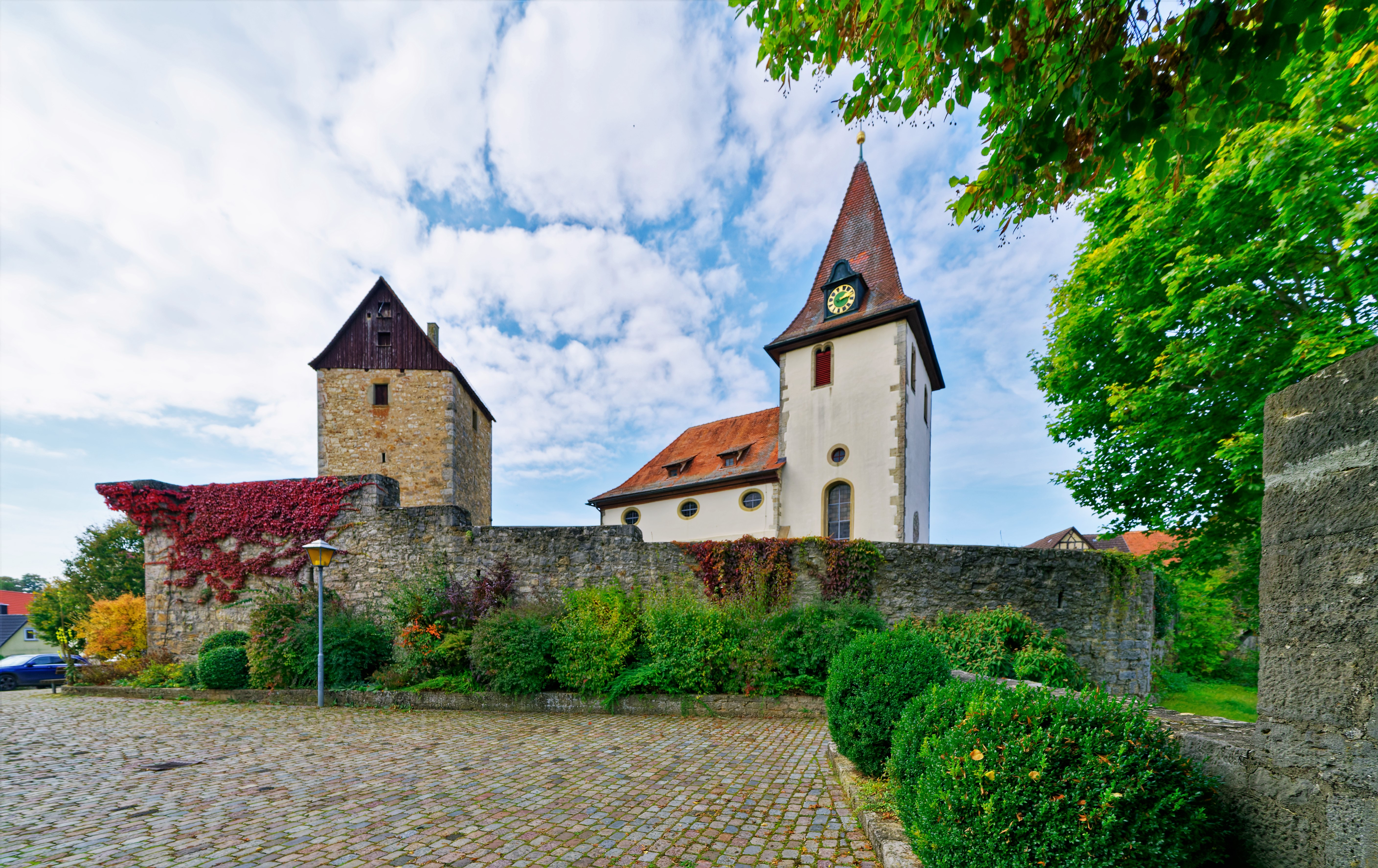
Die Wehrkirche.

#### Weitere Baudenkmale

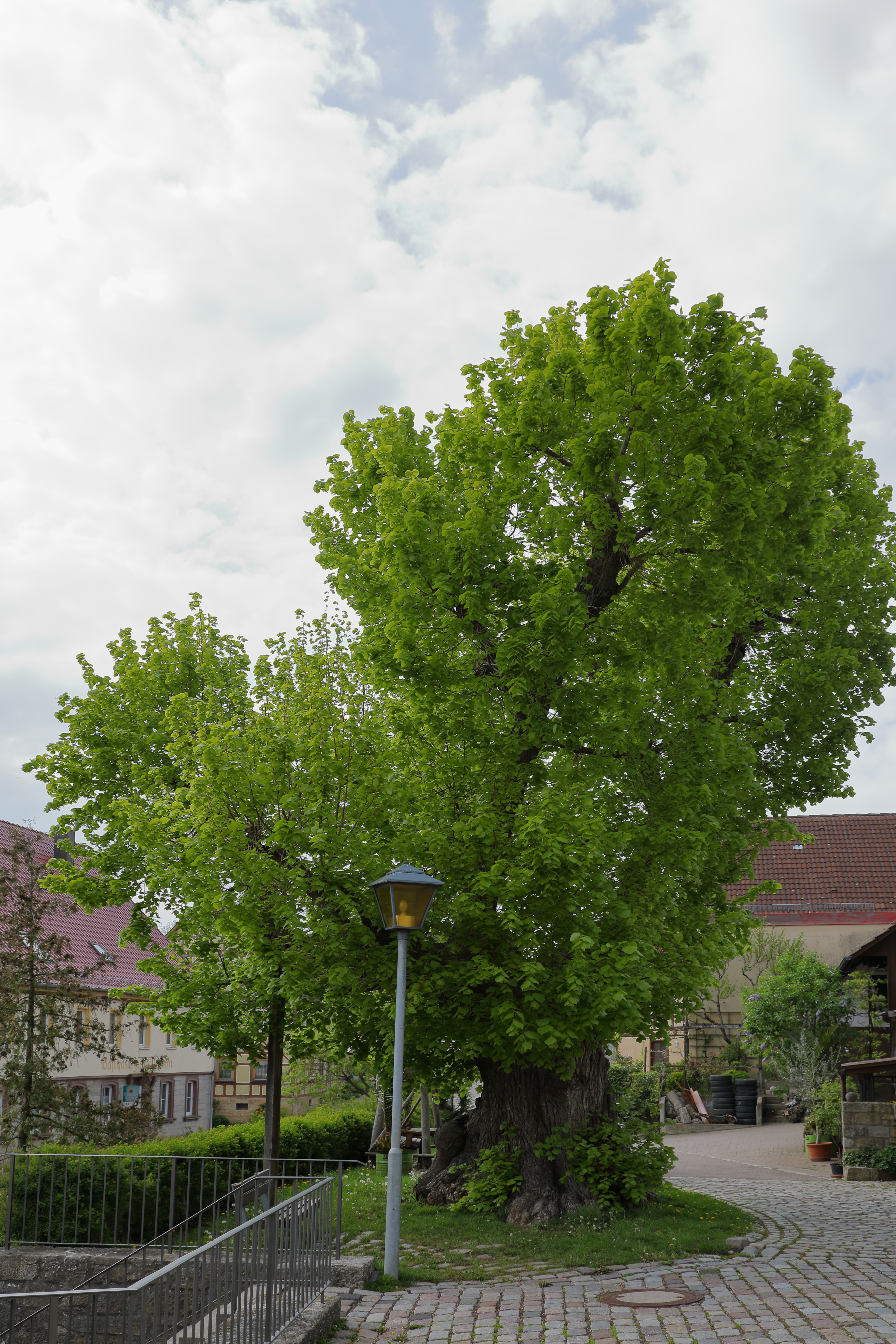
Dorf- und Gerichtslinde Wildentierbach (2017)

- Dorfarrest im Wehrturm: Im Turm der Wehrkirche hat sich eine Arrestzelle aus dem 19. Jahrhundert erhalten. Diese wurde im Jahre 1985 als Museum öffentlich zugänglich gemacht.[5]
- Pfarrhaus: Fachwerkbau.
- Rathaus: Es handelt sich um einen Massivbau mit Krüppelwalmdach und schlichter Gliederung mit rundem Kellerbogen. Das Haus stammt vom Anfang des 19. Jahrhunderts.[6]

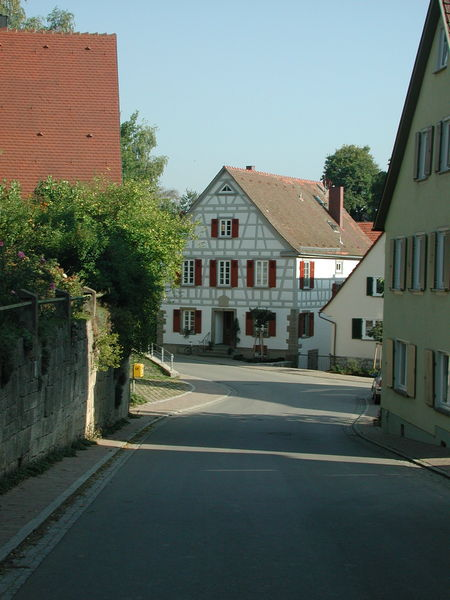
Pfarrhaus Wildentierbach, Dorfstraße
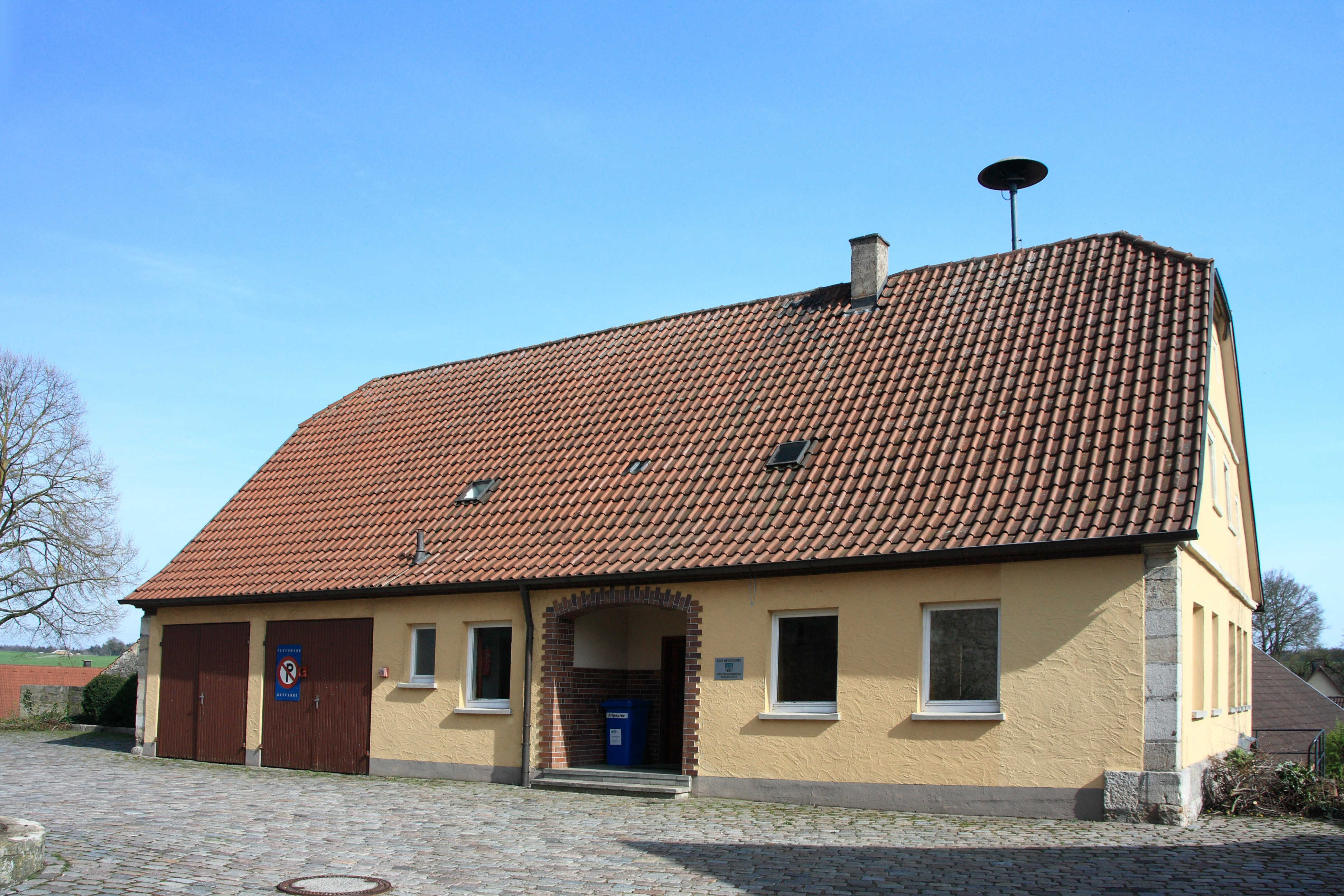
Rathaus Wildentierbach

### Dorf- und Gerichtslinde
Die Dorf- und Gerichtslinde in Wildentierbach (Naturdenkmal Nr. 81280820014) wurde im Jahre 2020 im Baumumfang mit 5,44 m gemessen. Die Höhe des Baums beträgt 12 m und das Alter etwa 400 bis 500 Jahre.

### Rad- und Wanderwege
Wildentierbach liegt am Radweg Liebliches Taubertal – der Sportive.

## Vereine
- Gesangverein „Liederkranz 1886“ Wildentierbach
- Landfrauen Wildentierbach
- Freiwillige Feuerwehr Abt. Wildentierbach
- Jugendclub „Freizeit e. V. Derbe 1985“

## Gewerbe
- Erdbau Burkard
- Friedrich Fischer Landtechnik
- Mosterei & Brennerei Siegmund Bender
- Werner Egner Flaschnerei